# ترور فرمن
تِرِوِر فِـرمن (انگلیسی: Trevor Fehrman؛ زادهٔ ۱۴ ژوئیهٔ ۱۹۸۱) بازیگر و نویسنده اهل ایالات متحده آمریکا است. او از منتقدان فیلم در وبگاه فیلم رکت هم بود.
از فیلم‌ها یا مجموعه‌های تلویزیونی که وی در آن‌ها نقش داشته‌است، می‌توان به فروشنده‌ها، قسمت دوم اشاره نمود.